# جويل كوك
جويل كوك (بالإنجليزية: Joel Cook) هو محامي وسياسي أمريكي، ولد في 20 مارس 1842 في فيلادلفيا في الولايات المتحدة، وتوفي في 15 ديسمبر 1910. حزبياً، نشط في الحزب الجمهوري. وقد انتخب عضو مجلس النواب الأمريكي.